# ماكس فليك
ماكس فليك (بالإنجليزية: Max Flick)‏ هو لاعب كرة قدم أمريكي، ولد في 29 يونيو 1994 في بيفير فولز في الولايات المتحدة.